# Reino de Valaquia
El Reino de Valaquia (en checo: Valašské Kralovství), llamado así por la región de Valaquia morava, es una micronación irónica que fue fundada en 1997 por el fotógrafo Tomáš Harabiš como una "elaborada broma práctica". Está situada en la zona noreste de la República Checa, a 230 millas de Praga. Desde la fundación, unos 80,000 ciudadanos checos habían adquirido el "pasaporte de Valaquia". Después de la proclamación oficial del reino de Valaquia en 1997, el actor Bolek Polívka fue entronizado como el rey Boleslav I "el Gracioso" con su coronación en una fastuosa ceremonia en 2000. El gobierno dirigido por Tomáš Harabiš estableció instituciones estatales y emitió pasaportes a alrededor de 80,000 oficialmente ciudadanos checos. Se lanzó una nueva moneda, el Jurovalsar, que estaba vinculada al euro a una tasa de 1:1. Los entusiastas intentos de forjar vínculos oficiales con otros países han resultado hasta ahora decepcionantes y el Reino de Valaquia no cuenta con un reconocimiento diplomático formal.

## Crisis constitucional de 2001
En 2001, el "gobierno" de Valaquia depuso al rey Boleslav en un golpe de Estado palaciego, acusando al monarca caído de comportarse inconstitucionalmente al exigir 1,000,000 de coronas checas por sus servicios. Imperturbable, el rey depuesto viajó por el reino reuniendo apoyo para su restauración afirmando que había ascendido realmente al trono en 1993, unos cuatro años antes de la formación del gobierno de Harabiš. El exrey también afirmó que la idea del reino era suya. Incapaz de resolver la disputa internamente, el caso fue llevado ante los tribunales en 2007 en Ostrava, República Checa. El tribunal falló a favor del "gobierno" de Tomáš Harabiš, que buscó un nuevo candidato para el trono y finalmente coronó a Vladimír Zháněl como el rey Vladimir II. Desde entonces, el exrey, Bolek Polívka, ha apelado al Tribunal Superior checo.

### Reyes de Valaquia
- Boleslav I, 1997-2001 (depuesto). El comienzo del reinado de Boleslav está en disputa, con el exmonarca que afirma que comenzó en 1993.
- Vladimír II, 2001-presente.